# Die Gerechtigkeit (Tarot)
Die Gerechtigkeit ist eine der auch große Arkana genannten Karten des Tarot.

## Darstellung
Meist wird eine Justitia mit verbundenen Augen dargestellt, die in der einen Hand eine Waage, in der anderen ein Schwert hält.

## Deutung
Die Karte symbolisiert Fairness, Verantwortlichkeit, Regelung von öffentlichen Angelegenheiten, Gerechtigkeit und Richterspruch (auch im eigenen Inneren).

## Entsprechungen
- das Tierkreiszeichen Waage
- der hebräische Buchstabe ל (Lamed)